# Essengue Douala
Essengue est un quartier de la commune d'arrondissement de Douala I dans le département du Wouri, région du Littoral au Cameroun. Ce quartier situé à proximité du Port Autonome de Douala, est complètement rasé en mars 2022. Essengue est proche de Bonanjo, de Youpwé, de Bonapriso et de l'Aéroport International de Douala.

## Historique
Encore appelé Mboussa-Essengue, ce quartier de Douala a longtemps fait l'objet d'un litige entre la communauté du Canton Bell et les autorités du Port Autonome de Douala. Litige qui a conduit les deux parties au Tribunal de Grande Instance de Douala-Bonanjo,. 
En mars 2022, le quartier est complètement rasé par le Port Autonome de Douala. Environ 5000 habitations cassées et de nombreuses familles laissées sans-abri,,,,,,,.

## Institutions
- Voirie Municipale de Douala 1er

## Économie
- Marché poisson[11]
- TSMC
- MIRA
- Transimex

## Santé
- Centre Médico-social d'Essengue

## Éducation
- École maternelle municipale Bilingue de Douala 1er
- [12]École Catholique annexe Saint Jean-Bosco
- Petits Makoa
- Blessed Nursery and Primary School[13]

## Population
La population d'Essengue est estimée à 18 000 personnes environ.